# Łarisa Pawłowa
Łarisa Michajłowna Pawłowa (ros. Лариса Михайловна Павлова, ur. 13 listopada 1952 w Mostowej w obwodzie sachalińskim) – siatkarka reprezentująca Związek Radziecki, złota medalistka igrzysk olimpijskich i uniwersjady oraz działaczka sportowa w Uzbekistanie.

## Życiorys
Pawłowa zdobyła złoty medal letniej uniwersjady 1977 odbywającej się w Sofii. Była w składzie reprezentacji Związku Radzieckiego podczas igrzysk olimpijskich 1980 w Moskwie. Nie zagrała wówczas żadnego meczu. Reprezentantki ZSRR zajęły 1. miejsce w turnieju po zwycięskim finale z NRD.
Była zawodniczką taszkenckiego klubu Awtomobilist.
Za osiągnięcia sportowe została wyróżniona tytułem mistrz sportu ZSRR klasy międzynarodowej oraz nadano jej uzbecki order „Sogʻlom avlod uchun” II stopnia i medal „za sportową waleczność”. Jest absolwentką Uzbeckiego Państwowego Instytutu Kultury Fizycznej. Mieszka w Taszkencie i jest zastępczynią przewodniczącego tamtejszego Związku Piłki Siatkowej i członkinią Narodowego Komitetu Olimpijskiego Republiki Uzbekistanu.
Jej córka Jelena jest siatkarką reprezentującą Kazachstan.